# Cyprien Desmarais
Cyprien Desmarais   (1750 - 1850) fou un musicògraf i violinista francès, que va escriure algunes obres entre les quals cal mencionar: Archéologie du violon. Description d'un violon historique et monumentale (París, 1826), i Les Dix-Huit Poemes de Beethowen (París, 1839). Entre els seus alumnes va tenir a Félix-Jean Prot.